# Theodor Hauch-Fausbøll
Povl Theodor Sofus Emanuel Hauch-Fausbøll (3. januar 1879 i Hassing, Thy – 30. marts 1948) var en dansk personalhistoriker.
Hans forældre var sognepræst Peder Julius Rosenstand Fausbøll (1817-1891) og Hedevig Margrethe Christiane Hauch (1844-1903). Han tog navneforandring fra Fausbøll 29. maj 1901. Hauch-Fausbøll blev student 1898 fra Slomanns Skole og tog året efter filosofikum, men forlod så universitetet for helt at hellige sig personalhistorien. 1900 offentliggjorde han sin første artikel i Personalhistorisk Tidsskrift ("Er Familien Akeleye uddød?"), og samme år begyndte han udgivelsen af Personalhistoriske Samlinger (Genealogisk Tidsskrift), som gik ind under 1. verdenskrig. 1901 startede han Personalhistorisk Bureau, der ved sprængningen af Genealogisk Institut 1909 indgik i Dansk Genealogisk Institut, som han blev administrerende direktør for. Hans institut beskæftigede sig især med sager om navneforandring og arvespørgsmål.
Hans indsats bredte sig over hele det personalhistoriske felt – adelshistorie, borgerlige slægter og måske især danske slægter med udenlandske rødder. Hans væsentligste nyskabende bidrag var Slægthaandbogen, som rummer præsenslister over ca. 300 borgerlige danske familier.
Han var medlem af bestyrelsen for Samfundet for dansk genealogi og Personalhistorie samt af flere udenlandske selskaber. Fra 1908 til 1930 bidrog han til Politiken og fra 1930 til Berlingske Tidende med artikler om slægtsforskning.
Han blev gift 1. gang 31. december 1901 i Jesuskirken med koncertsangerinden Anna (Anita) Maria Christiani (født 24. september 1879 i Hannover (gift 2. gang 1918 med maleren Poul Friis Nybo, 1869-1929), død 20. oktober 1965 i Nivå), datter af komponisten Emil Christiani og 1. hustru. Ægteskabet blev opløst 1918. 2. gang ægtede han 3. marts 1918 i Nødebo Kirke Karen Elise (Karenlise) Østergaard (født 20. juni 1890 på Frederiksberg), datter af forfatteren Vilhelm Østergaard og hustru. Fik i 1915 en søn, kunstmaleren Poul Hauch-Fausbøll, med sin kommende anden hustru.
Der findes et portræt af Hauch-Fausbøll tegnet af Otto Neumann.